# NGC 2082
NGC 2082 är en stavgalax i stjärnbilden Svärdfisken. Den upptäcktes den 30 november 1834 av John Herschel.